# Манасија (Јаломица)
Манасија (рум. Manasia) насеље је у Румунији у округу Јаломица у општини Манасија. Oпштина се налази на надморској висини од 51 m.

## Историја
У месту је у 19. веку био спахилук Јеврема Обреновића (1790-1856), брата српског кнеза Милоша. Јеврем је Манасију купио 1839. године, од претходног власника, породице Вода Ипсиланти. Ту се налази добро очуван и лусузно опремљен дворац, са више салона, од којих је један назван по господару Јеврему.
Манасија је прво била посед великашке породице Кантакузин. Први пут се помиње 1650. године у документима. Од 1775. године поседом је господарио рођак Кантакузиних, влашки владар Александар Вода Ипсиланти (1725-1805).
У насељу је парохијска православна црква посвећена Вазнесењу Господњем, на брду Бараган. Ктитор храма био је спахија Јеврем Обреновић, 1838-1842. године. У наосу са десне стране налази се гроб Јевремов, покривен плочом од црвеног ("вишња") мермера. На плочи је уклесан текст на српском и румунском језику, који говори да ту почивају посмртни остаци Јефрема Обреновића. Најмлађи брат кнеза Србије Милоша Обреновића, рођен је у Суботу Св. Тодора, 1790. године, а умро 10. септембра 1856. године. Споменик су му подигли, супруга Томанија, са својим сином Милошем и кћерком Аницом. На крову гробнице је био урезан грб древне Србије. 
Прву икону је богомоља добила 1850. године, од непознатог иконописца. Од 24. априла 1853. године у њој се служи света литургија. У црквеној ризници је највредније јеванђеље из 1697. године, поклон месне властелинке Пауне Кантакузин.
Јевремови наследници су имање продали бившем бугарском министру спољних послова Јовану Хаџианову. Јован и његов син Никола су развили имање, изградивши у Манасији више грађевина, између којих и поменути дворац у еклектичком стилу са елементима сецесије 1899-1900. године.

## Становништво
Према подацима из 2002. године у насељу је живело 4673 становника.

### Попис2002.
| Расподела становништва по националности 2002.‍ | Расподела становништва по националности 2002.‍ | Расподела становништва по националности 2002.‍ | Расподела становништва по националности 2002.‍ | Расподела становништва по националности 2002.‍ |
| --------------------------------------------- | --------------------------------------------- | --------------------------------------------- | --------------------------------------------- | --------------------------------------------- |
|                                               |                                               |                                               |                                               |                                               |
| Румуни                                        | Румуни                                        |                                               | 4.563                                         | 97,6%                                         |
| Роми                                          | Роми                                          |                                               | 110                                           | 2,4%                                          |